# Права ЛГБТ в Гвинее
Гомосексуальные отношения в Гвинее запрещены и преследуются по закону.

## Правовое положение
Уголовный кодекс Гвинеи предусматривает следующее:
- Статья 325: любой непристойный акт, совершённый с лицом того же пола, наказывается лишением свободы на срок от шести месяцев до трёх лет и штрафом в размере от 100 000 до 1 000 000 гвинейских франков. Если данное деяние было совершено с лицом, не достигшим 21-летнего возраста, должен быть вынесен максимальный срок наказания. Если деяние было совершено с применением насилия или угроз, виновный будет приговорён к лишению свободы на срок от пяти до десяти лет.

- Статья 326: под публичной непристойностью понимается любое умышленное публичное действие, направленное на оскорбление порядочности и нравственных чувств его нечаянных свидетелей.

- Статья 327: любое лицо, совершившее непристойные действия в публичном месте, будет наказываться лишением свободы на срок от трёх месяцев до двух лет или штрафом в размере от 50 000 до 450 000 гвинейских франков. Если непристойные действия были совершены группой лиц, то штраф удваивается.

В докладе по правам человека за 2011 год, опубликованным Государственным департаментом США, отмечено, что в Гвинее «имеют место глубокие социальные, религиозные и культурные запреты на гомосексуальное поведение. В стране нет открыто действующих ЛГБТ-организаций».

## Усыновление детей
Пары, состоящие в браке не менее пяти лет или лица, не состоящие в браке, но достигшие 30-летнего возраста, имеют право усыновить гвинейского ребёнка. Разница между ребёнком и усыновителями не должна составлять менее 15 лет. Однополым парам не разрешено усыновлять детей.